# Skudde
La Pecora Skudde (non Skudden ) è un'antica razza di pecora, attualmente inserita tra le razze in via di estinzione, un documento della FAO le annovera tra le specie CRITICAL-MAINTAINED and ENDANGERED-MAINTAINED. È considerata una razza da salvaguardare poiché rappresenta un patrimonio culturale e storico.

## Origini e storia
La nascita esatta e l'origine di questa razza primitiva è incerta. Vi sono prove dell'esistenza di pecore skudde tigoddinti in Francia fin dall'età del ferro: scavi archeologici hanno trovato i primi resti umani con abbigliamento in lana cotta, fatta di lana di pecora skudde.
Sono spesso indicate come le pecore dei Vichinghi poiché era un animale domestico che si muoveva con loro. Nel senso che sono probabilmente gli antenati delle razze celtiche, come Shetland, Islandese, Manx, e Soay. Si pensa che siano i discendenti diretti delle pecore all'età della pietra, per questo sarebbero non solo importanti da un punto di vista culturale e storico, ma anche molto preziose da un punto di vista genetico. La Skudde può inoltre essere considerata una delle razze più pure esistenti.
All'inizio del XX secolo si trovavano pecore Skudde nelle regioni baltiche, nelle Alpi svizzere, e nella Prussia orientale.
Nel 1930 c'erano 70.000 capi di pecore skudde e nel 1936 il numero di skudde pure era sceso a 3.600. Intorno al 1945 le skuddes erano quasi estinte, ma grazie ad alcuni giardini zoologici e piccoli allevatori la razza è stata salvata per tempo. Attualmente vi sono 1000-3000 skudde pure nel mondo. La loro consistenza numerica le rende più rare di quanto sia la norma per una razza rara.
In Svizzera, ad esempio, la "Alliance of Swiss Skudde Breeders" ha tra i suoi obiettivi quello di mantenere la skudde nella sua forma originale, così da valorizzare e non perdere le caratteristiche specifiche dell'animale.
Ad oggi, la consistenza degli allevamenti è:
- 1000 capi circa in Germania
- 150 capi in Austria
- 250 circa in Svizzera

## Caratteristiche della razza

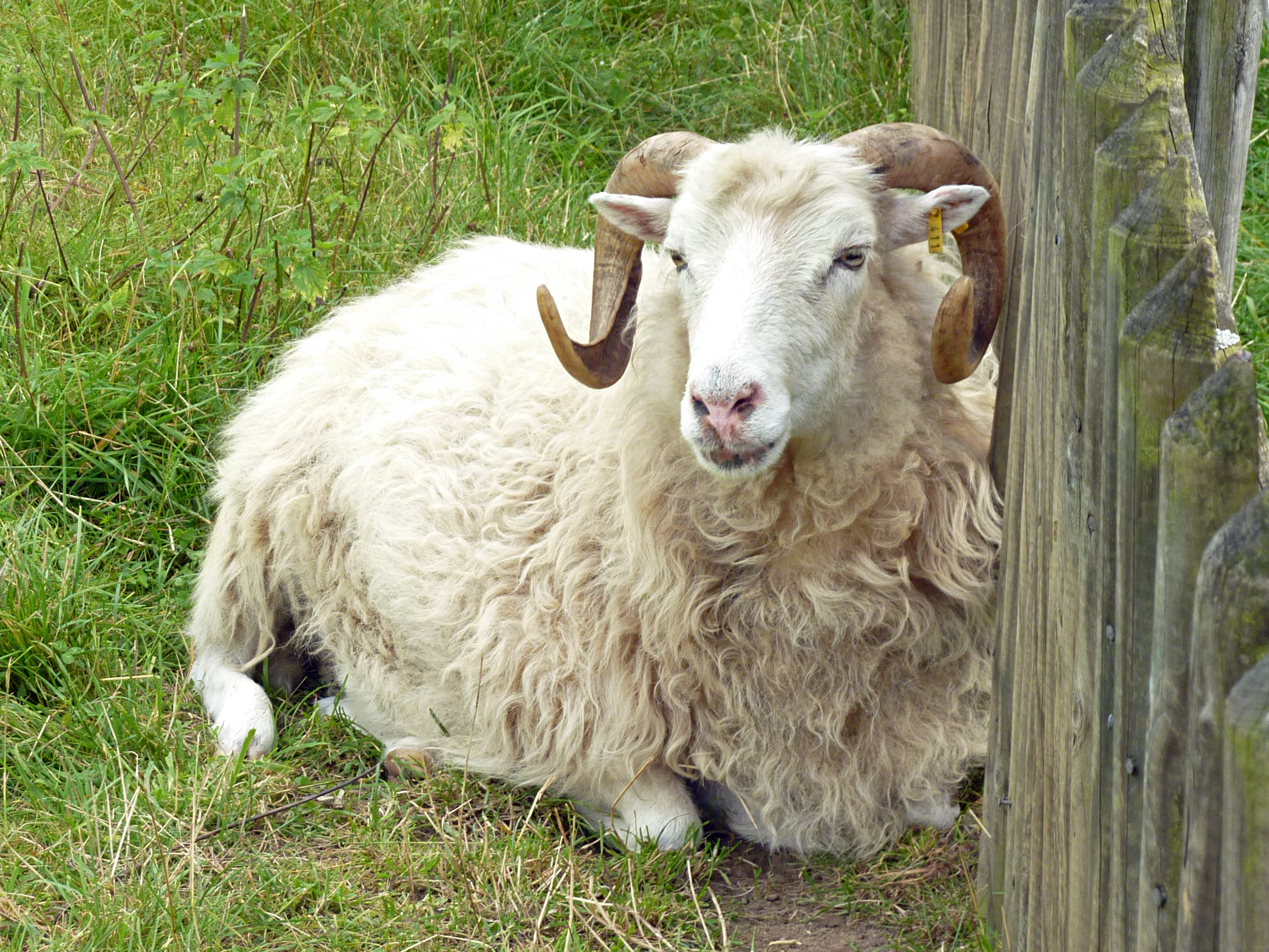
Maschio del Museo Düppel (Germania)

La skudde è una pecora di taglia piccola, resistente e robusta, con grande resistenza alle malattie. Sono creature nobili e agili. Il loro comportamento vigile presenta analogie con quello delle razze ovine primitive e selvagge. Sono sempre vigili. Poiché hanno un forte senso del gregge, questo le porta a stare in gruppo e non a sparpagliarsi come molte altre razze, rendendo più facile la loro sorveglianza. In un gregge alcuni esemplari si mettono spontaneamente di guardia, e vi è sempre una, che alcuni chiamano “la zia” (n.d.t. letteralmente) che sorveglia gli agnelli delle altre femmine che giocano. Al contatto diretto e continuo con gli esseri umani, diventano docili e mangiano il cibo direttamente dalle loro mani. Alcuni allevatori (n.d.t. come ad esempio gli autori del testo originale) addestrano il gregge tanto che, quando viene richiamato, arriva immediatamente e si avvia senza esitazione nell'ovile. Come tutti gli animali amano la routine, tanto che quando è ora di rientrare sono già al cancello in attesa di essere messi a riposo per la notte
Gli esemplari maschi hanno bellissime grandi corna a spirale di lumaca, ma nonostante questo aspetto imponente non sono aggressivi o ostili. Le femmine sono normalmente senza corna o possono averle nascoste o monche. La testa è cuneiforme con una fronte ampia e un osso nasale fine. Hanno piccole orecchie a punta rivolte verso l'alto. Il naso nero pigmentato e le palpebre, sono ulteriori caratteristiche tipiche della Skudden. Il corpo è corto o di lunghezza media. La coda è naturalmente corta (non c'è bisogno di tagliarla) e un po' pelosa. Gli arti sono forti e belli con piccoli zoccoli duri.
Sono completamente adulti a 2 -3 anni, quando smettono di crescere. La razza è caratterizzata da una buona fertilità e si riproducono tutto l'anno; hanno di solito 2 agnelli, con 3-4 parti ogni due anni. Sono longeve e si riproducono fino a tarda età. 
Gli esemplari più giovani possono essere accoppiati solo se sono completamente sviluppati, il che avviene normalmente circa ad un anno di età. L a razza ha un forte e caratteristico istinto materno, gli agnelli nascono senza problemi e generalmente senza l'assistenza dell'uomo. Gli agnelli sono frugali e imparano presto a camminare e a succhiare.

## Lana
Il vello delle pecore Skudde può essere bianco, nero, marrone dorato e blu, con pelo nero sulle gambe e sulla testa. Sebbene il colore più comune sia il bianco, alcuni agnelli a volte hanno un segno color ruggine sulla nuca e sulle gambe, che però scompare quando diventano adulti. Originariamente la Skudde aveva il vello anche multicolore e maculato, ma oggi non è più desiderato negli allevamenti, perché non è considerato un criterio di pura razza. La fibra del vello è di tipo misto, composto da manto corto di lana finissima e di pelo ruvido. La lana cresce mediamente circa 12 centimetri di lunghezza e 1,5 - 2,5 kg di peso all'anno. Il manto lanoso è adatto per la filatura di tessuti fini, una volta passati da una macchina cardatrice (n.d.t. presumo che sia cardare perché la parola usata è introvabile), o può essere filata grezza in colorati tappeti e coperte. Questa lana si presta anche per produrre il panno, poiché il pelo di superficie è uniformemente mescolato con la lana, dandogli proprietà super repellenti adatti per fare mantelli con cappuccio tipici dei pastori.

## Allevamento
La skudde sta bene all'aperto per tutto l'anno. Come recinzione basta un normale recinto a rete alto 1,20 m, meglio con un semplice riparo dal sole o dalla pioggia. Questa razza vive felicemente in brughiere di erica e nelle regioni di montagna. 
Attualmente la Skudde è una razza adatta in tutti i progetti per la conservazione del paesaggio, anche in zone depresse o con scarso sviluppo. Mangiano di tutto anche cardi, foglie ed erbacce.